# Rita Liljeström
Sunniva Rita Liljeström, född 27 oktober 1928 i Helsingfors, död 17 januari 2022 i Stockholm, var en finlandssvensk sociolog som har skrivit texter rörande jämställdhet. Liljeström blev lektor vid Göteborgs universitet 1971 och var sedan 1985 innehavare av en personlig professur vid Humanisk-samhällsvetenskapliga forskningsrådet. Liljeström var 1960-1961 styrelseledamot i Göteborgs socialdemokratiska studentförening. 
Under 1960, -70, -80, och 90-talet deltog Liljeström aktivt i samhällsdebatten om familjen, jämställdhet och genus. Hon var bland annat medlem i grupp 222, ett inflytelserikt nätverk av forskare, journalister och författare som engagerade sig i jämställdhetsdebatten. Liljeström är begravd på Djursholms begravningsplats.